# Tropidophiidae
Los tropidófidos (Tropidophiidae, del griego clasico τροπίς (tropís), "cresta", y ὄφις (óphis), "serpiente") son una familia de serpientes no-venenosas cuya área de distribución se extiende desde México hasta el sur de Brasil, incluyendo el Caribe.
Son serpientes fosoriales pequeñas a medianas, algunas con patrones de colores hermosos y llamativos. En la actualidad, se distinguen 2 géneros vivos, que se componen de 34 especies y un género extinto de una sola especie.

## Descripción
Esta familia se limita a los neotrópicos, principalmente en las islas caribeñas de Española, Jamaica y las Islas Caimán, con la mayor diversidad en Cuba donde se descubren nuevas especies con cierta regularidad. Estas serpientes son pequeñas, con un promedio de unos 30-60 cm de longitud total.
La mayoría de las especies pasan el día bajo tierra o bajo la hojarasca, y salen a la superficie solo por la noche o cuando llueve. Algunas especies son arbóreas y a menudo se mantienen escondidas en bromelias. Tienen la capacidad de cambiar su color de un color claro (cuando están activos durante la noche) a un color oscuro (cuando son inactivos de día). Este cambio de color se produce por el movimiento de los gránulos de pigmento oscuro. Cuando se siente amenazado, se enrollan en una bola apretada. Una conducta defensiva más peculiar es su capacidad de sangrar voluntariamente de los ojos, la boca y las fosas nasales.

## Distribución geográfica
Su área de distribución se extiende desde el sur de México, América Central, hasta el noroeste de Sudamérica en Colombia, (Amazonas) Ecuador y Perú, así como en el noroeste y el sureste de Brasil. También se encuentra en las islas caribeñas de Española, Jamaica, Islas Caimán y Cuba.

## Géneros
Se reconocen los siguientes:
| Género       | Autor de taxón | Especies | Nombre común | Distribución geográfica         |
| ------------ | -------------- | -------- | ------------ | ------------------------------- |
| Trachyboa    | Peters, 1860   | 2        |              | Panamá, Colombia y Ecuador.     |
| TropidophisT | Bibron, 1840   | 32       |              | Caribe, Brasil, Perú y Ecuador. |

T Género tipo.